# Oliver Heaviside
Oliver Heaviside (18 tháng 5 năm 1850 - 03 tháng 2 năm 1925) là một nhà khoa học, nhà toán học, nhà vật lý và kỹ sư điện người Anh. Ông là người đã áp dụng số phức vào việc nghiên cứu mạch điện, phát triển các kỹ thuật giải phương trình vi phân (mà về sau được cho là tương tự với phép biến đổi Laplace). Ông đã trình bày lại phương trình Maxwell dưới dạng lực điện trường, lực từ trường và năng thông. Ông cũng đã góp phần xây dựng nên môn giải tích vector cùng với các nhà toán học khác. Mặc dù mâu thuẫn với các cơ sở khoa học trong suốt cuộc đời của mình, nhưng Heaviside đã làm thay đổi bộ mặt của toán học và khoa học thế giới trong suốt quá trình ông sống và cả sau khi ông đã qua đời.

## Sự nghiệp
Heaviside sinh tại Camden Town. Khi còn nhỏ, ông bị bệnh ban đỏ khiến ông trở nên khiếm thính. Heaviside rời trường học năm 16 tuổi và học tại nhà các môn điện báo và điện cho đến khi ông 18 tuổi. Sau đó ông làm việc tại Công ty Đại Bắc của Đan Mạch. Với tài năng của mình, ông dần trở thành người điều hành chính của ở đây. Heaviside vừa làm việc vừa thực hiện các nghiên cứu. Khi ông 21 tuổi, Oliver Heaviside đã xuất bản một số nghiên cứu liên quan đến các mạch điện và điện báo. Năm 1874, khi ông 24 tuổi, ông từ chức các công việc đang làm, quay trở lại với công việc học vấn và ở cùng cha mẹ mình ở London. Ông luôn sống độc thân.
Năm 1873 Heaviside đã gặp và cộng tác cùng James Clerk Maxwell. Ông thực hiện các nghiên cứu ở nhà như lý thuyết về việc phát triển đường dây truyền tải. Phương trình của Heaviside đã giúp hoàn thiện cho các máy điện báo sau này.
Năm 1880, Heaviside nghiên cứu các hiệu ứng bề mặt của đường dây điện báo. Cũng năm đó ông được cấp bằng sáng chế ở Anh về cáp đồng trục. Năm 1884, ông viết lại các phân tích toán học của Maxwell bằng phương pháp vector mới
Từ năm 1880 đến năm 1887, Heaviside đã phát triển các hoạt động tính toán liên quan đến các ký hiệu, phương pháp giải quyết các phương trình vi phân bằng cách chuyển đổi chúng thành bình thường, phương trình đại số... Các điều này đã gây ra rất nhiều tranh cãi về sự chặt chẽ trong nguồn gốc của nó khi lần đầu tiên được ông giới thiệu.
Năm 1887, Heaviside muốn áp dụng thêm cuộn dây cảm ứng vào điện thoại và đường dây điện thoại để tăng sự tự cảm ứng và sửa chữa biến dạng của chúng. Nhưng điều này đã không được thực hiện.
Trong hai bài báo xuất bản năm 1888 và năm 1889, Heaviside đã tính toán biến dạng của điện trường và từ trường xung quanh một khoản chuyển động, cũng như những tác động của nó vào một môi trường đậm đặc hơn. Điều này bao gồm một dự đoán về những gì bây giờ được gọi là bức xạ Cherenkov.
Năm 1889, Heaviside đầu tiên công bố nguồn gốc chính xác của các lực lượng từ trên một hạt tích điện chuyển động, hiện nay được gọi là Lực lượng Lorentz.
Từ những năm 1880 đến 1890, Heaviside làm việc trên các khái niệm của khối lượng điện từ.
Năm 1891, ông được là Uỷ viên của Hội Hoàng gia Anh.
Năm 1905 Heaviside đã được trao bằng tiến sĩ danh dự của Đại học Göttingen.
Năm 1902, Heaviside đã đề xuất sự tồn tại lớp Kennelly-Heaviside của tầng điện ly, lớp mang tên ông. Sự tồn tại của tầng điện ly đã được khẳng định mạnh mẽ trong năm 1923. Các dự đoán của các Heaviside, kết hợp với lý thuyết bức xạ của Planck đã khuyến khích những nỗ lực phát hiện sóng radio từ mặt trời và các vật thể thiên văn. Những năm sau này, tính cách của ông đã trở nên khá lập dị. Sức khỏe của ông suy giảm nghiêm trọng trong thập kỷ cuối của cuộc đời mình.
Năm 1922, Oliver Heaviside trở thành người đầu tiên được nhận Huân chương Faraday. 

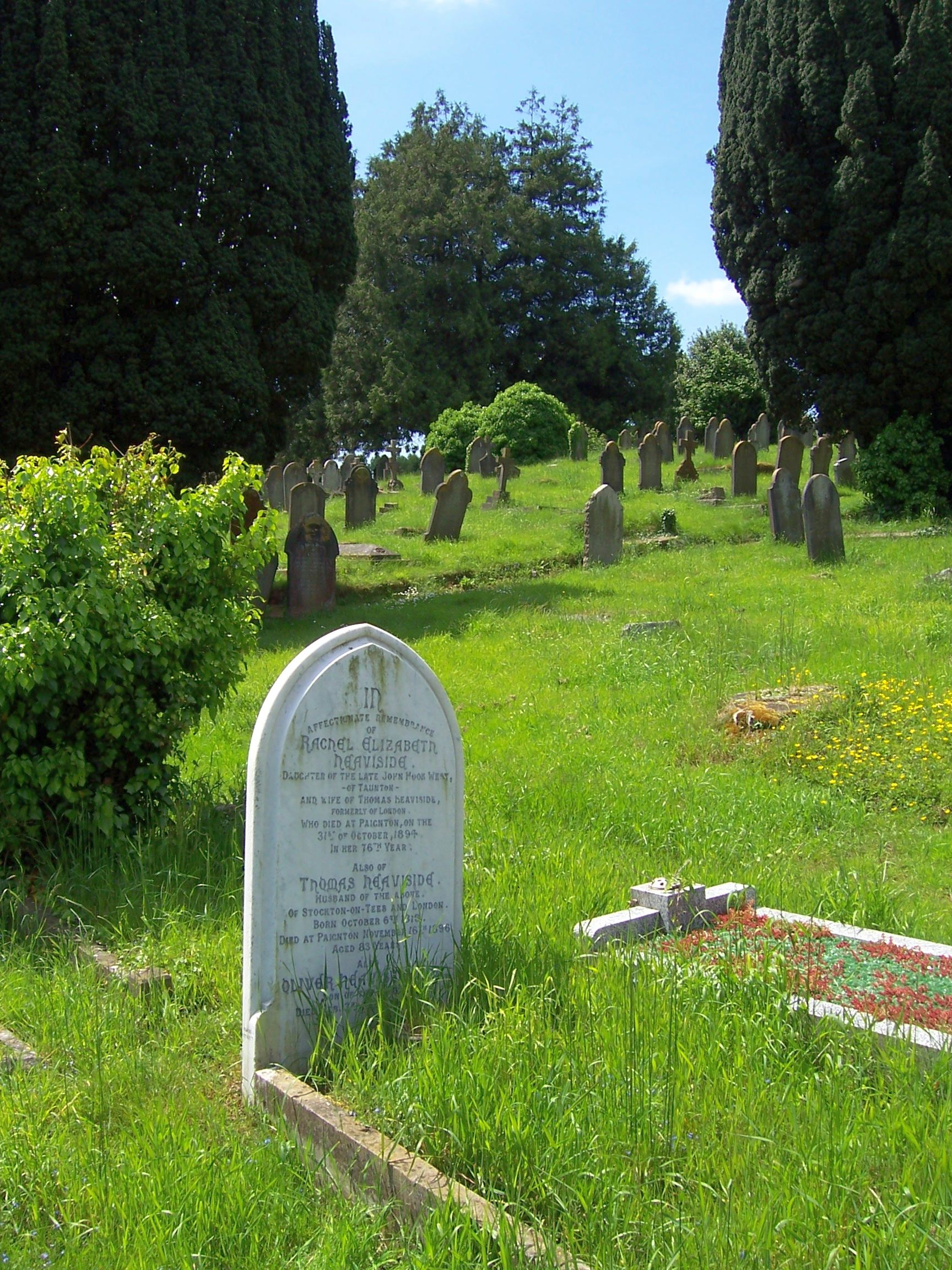
Mộ của Heaviside ở nghĩa trang Paignton.

Oliver Heaviside qua đời ở Torquay, Devon. Ông được chôn cất ở nghĩa trang Paignton. Phần lớn những nghiên cứu của ông được công nhận và đánh giá thành công sau khi ông qua đời.

## Tính cách lập dị
Trong những năm cuối đời, tính cách của ông trở thành lập dị. Ông thường mặc một bộ kimono làm bằng lụa màu hồng và sơn móng tay của mình bằng màu hồng chói. Có lần ông đã cho dời hết toàn bộ đồ đạc trong nhà và thay chúng bằng những hòn đá granít. Ông thậm chí ông chỉ uống sữa để tồn tại trong vài ngày. Oliver Heaviside bị mắc chứng bệnh hypergraphia, một căn bệnh ở não khiến người ta ham viết lách quá độ.

## Sách đọc thêm
- Lee, G. (1947). Oliver Heaviside. London.
- The Heaviside Centenary Volume. The Institution of Electrical Engineers, London. 1950.
- Josephs, H. J. (1963). Oliver Heaviside: a biography. London.
- Moore, Douglas H.; Whittaker, Edmund Taylor (1928). Heaviside operational calculus: an elementary foundation. ISBN 0-444-00090-9.
- Buchwald, Jed Z. (1985). From Maxwell to Microphysics: Aspects of Electromagnetic Theory in the Last Quarter of the Nineteenth Century. University of Chicago Press. ISBN 978-0-226-07882-3.
- Searle, G. F. C. (1987). Oliver Heaviside, the man. ISBN 0-906340-05-5.
- Nahin, Paul J. (1987). Oliver Heaviside, sage in solitude: the life, work, and times of an electrical genius of the Victorian age. IEEE. ISBN 978-0-87942-238-7.
- Laithwaite, E. R., "Oliver Heaviside – establishment shaker". Electrical Review, ngày 12 tháng 11 năm 1982.
- Hunt, Bruce J. (1991). The Maxwellians (ấn bản thứ 2005). Cornell University Press. ISBN 978-0-8014-8234-2.
- Lynch, A. C. (1991). G. Hollister-Short (biên tập). "The Sources for a Biography of Oliver Heaviside". History of Technology, London & New York. Quyển 13.
- Yavetz, I. (1995). From Obscurity to Enigma: The Work of Oliver Heaviside, 1872–1889. Birkhauser. ISBN 978-3-7643-5180-9.
- James B. Calvert (2002) Heaviside, Laplace, and the Inversion Integral, from University of Denver.
- Mahon, Basil (ngày 11 tháng 5 năm 2009). Oliver Heaviside: Maverick Mastermind of Electricity. Institution of Engineering and Technology. ISBN 978-0-86341-965-2.